# Катане (Арджеш)
Катане (рум. Catane) — село у повіті Арджеш в Румунії. Входить до складу комуни Лунка-Корбулуй.
Село розташоване на відстані 108 км на захід від Бухареста, 26 км на південь від Пітешть, 82 км на північний схід від Крайови, 131 км на південний захід від Брашова.

## Населення
За даними перепису населення 2002 року у селі проживали 488 осіб, з них 487 осіб (99,8%) румунів. Усі жителі села рідною мовою назвали румунську.